# Giuseppe Gentile (veterinario)
Giuseppe Gentile (Casoli, 2 maggio 1927 – Bologna, 20 giugno 2000) è stato un veterinario italiano.

## Biografia
Giuseppe Gentile nacque a Casoli il 2 maggio 1927 da Arcangelo Gentile e Maria Borrelli.
Dopo aver completato le scuole elementari a Casoli, Gentile compì gli studi ginnasiali e liceali a Chieti, dapprima presso il Convitto Nazionale e, poi, presso il Liceo Classico "Giambattista Vico", presso il quale si diplomò con eccellenti voti.
Nel 1946 si iscrisse alla Facoltà di Medicina Veterinaria dell'Università degli Studi di Milano, influenzato certamente nella scelta dall'esempio dello zio, il professor Giuseppe Borrelli, docente ordinario di Ostetricia e Ginecologia Veterinaria presso l'Università degli Studi di Perugia.
Dopo essersi trasferito all'Ateneo di Bologna, Gentile si laureò il 27 novembre 1950 in Medicina Veterinaria con 110/110 e lode con una tesi sulla diagnosi precoce della reticolo-peritonite traumatica dei bovini, che poi costituirà il nucleo centrale della sua prima pubblicazione scientifica.
Presso l'Università degli Studi di Bologna divenne prima professore straordinario, poi docente ordinario di Patologia Speciale e Clinica Medica Veterinaria e fu nominato direttore del medesimo istituto, succedendo nelle funzioni al Prof. Albino Messieri.
Dal 1975 al 1987 ricoprì l'incarico di preside della Facoltà di Medicina Veterinaria dell'Università degli Studi di Bologna
Dal punto di vista scientifico, fondamentali sono stati i suoi studi relativi alla leucosi bovina enzootica, al granuloma di Roeckl e alle patologie dismetaboliche dei bovini. Proprio a questa specie animale era rivolto il suo prevalente interesse di studioso e clinico.
Fu autore, in totale, di circa 128 pubblicazioni di carattere zooiatrico, riguardanti discipline quali la fisiologia animale, la patologia veterinaria e la cura e terapia chirurgica delle malattie bovine.
Fu tra i soci fondatori della Società Italiana di Scienze Veterinarie e, successivamente, presidente e ancora, al momento della morte, vice presidente della Società Mondiale di Buiatria. Fu accademico ordinario dell’Accademia Nazionale di Agricoltura e dell’Accademia Teatina per le Scienze.
Dal 1984 al 1986 fu socio corrispondente della Deutsche Veterinar Gesellshaft. Fu inoltre socio onorario della Società Francese di Buiatria, socio fondatore della Federazione Mediterranea di Produzione e di Patologia dei Ruminanti, della quale fu poi anche presidente.
Ottenne il riconoscimento di Commendatore al merito della Repubblica Italiana e nel 1990 ottenne la medaglia "al merito aureo" dalla Scuola Veterinaria di Varsavia e la medaglia "al merito professionale" dell'Associazione Veterinari della Polonia. Gli venne inoltre conferita la laurea honoris causa in Medicina Veterinaria dalla Facoltà di Medicina Veterinaria dell'Università Ludwig Maximilian di Monaco.

## Commemorazioni
- Nel 2011 il Comune di Casoli ha intitolato Piazza Giuseppe Gentile in sua memoria, dopo una cerimonia di commemorazione presso la Sala Pascal del Castello Ducale.
- L'Università degli Studi di Bologna ha intitolato in sua memoria l'Ospedale Didattico Veterinario, dove oggi ha sede il Dipartimento Universitario di Scienze Mediche e Veterinarie.
- Lo scrittore e presbitero Mario Di Cola lo ricorda nel suo libro Il muretto di Santa Reparata nel racconto Un cattedratico di fama internazionale.

| Controllo di autorità | VIAF (EN) 90271180 · SBN PALV049467 |